# Megatério
Megatherium (ou em português, megatério), cujo nome significa "besta gigante", é um gênero extinto de preguiça-gigante que viveu do inicio do Plioceno, há 5 milhões de anos, até o Pleistoceno Superior, há aproximadamente 12 mil anos, nas Américas do Sul e do Norte. Era do tamanho de um elefante indiano de porte médio e comia folhas como tal, em enormes quantidades. Megatherium faz parte da família de preguiças Megatheriidae, que inclui outros gêneros similarmente gigantes como o Eremotherium. O gênero Megatherium possui várias espécies descritas, entre as quais M. americanum, que habitava a América do Sul, é a maior e mais conhecida.

O primeiro espécime e holótipo de Megatherium foi descoberto em 1787 na margem do Rio Luján ao norte da Argentina. O espécime então foi enviado para a Espanha, onde o paleontólogo francês Georges Cuvier foi o primeiro a determinar através do uso de anatomia comparada que o megatério era uma preguiça gigante. Outas descobertas importantes foram realizadas por Charles Darwin em sua viagem histórica com o Beagle pela América do sul.

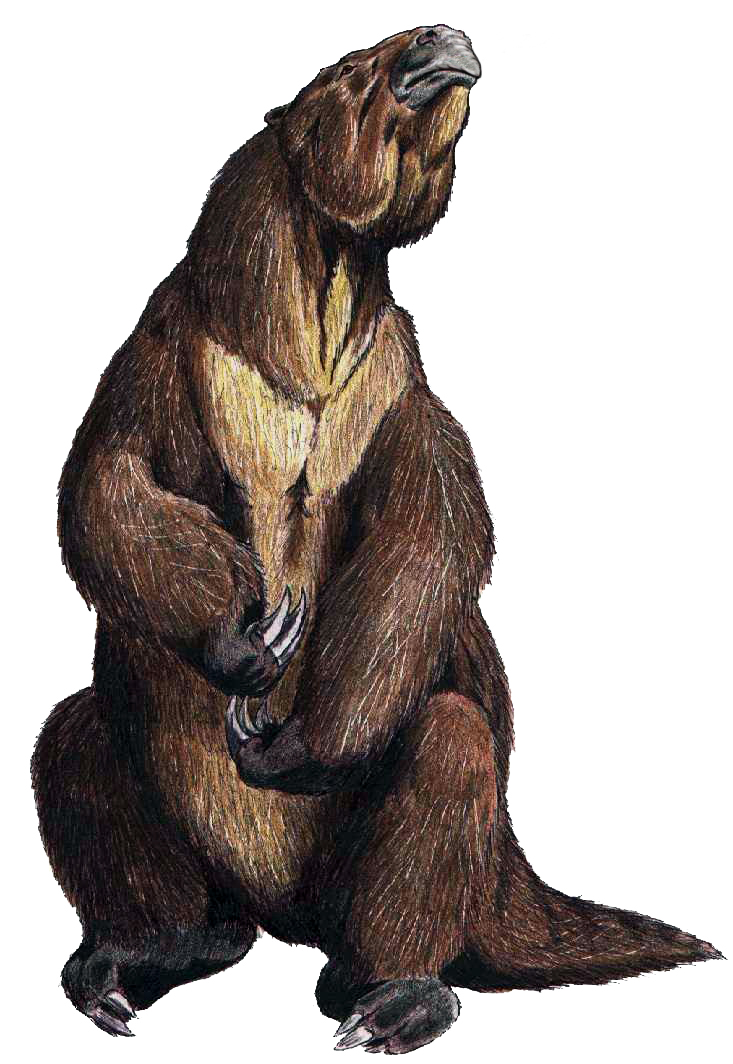
Reconstrução artística do Megatherium

O megatério foi um herbívoro que se alimentava das folhagens usando um lábio superior preênsil. Apesar de seu tamanho, o megatério era capaz de adotar uma postura bípede apoiado por sua cauda, o que lhe permitia alcançar as folhas mais altas, também utilizando de seus braços robustos para puxar galhos, bem como de suas garras para a defesa.
Foi extinto por volta de 12 mil anos junto a outros representantes da megafauna nas extinções do Pleistoceno. Há evidências de que foi caçado por humanos, o que pode ter contribuído ou até mesmo ter sido um fator-chave para sua extinção.

## Paleobiologia

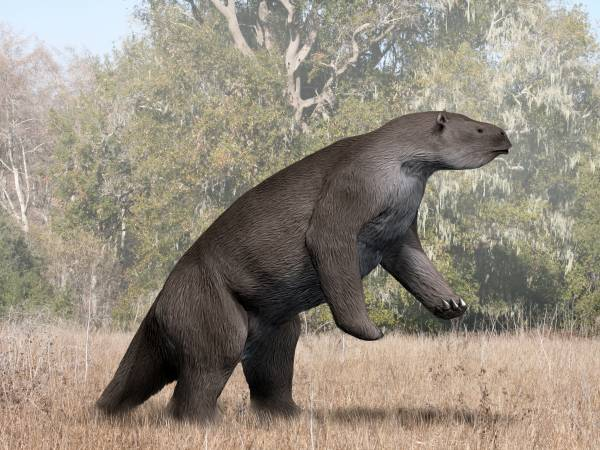
Reconstituição artística de um Megatherium americanum

O megatério era uma preguiça gigante terrestre e se movimentava de forma lenta e peculiar. Ele caminhava sobre quatro patas, mas apoiando a parte externa dos pés, com as solas voltadas para dentro — o mesmo valia para as mãos, que também se curvavam para dentro. Essa postura incomum o tornava mais lento, embora estudos[carece de fontes?] indiquem que ele era mais ágil do que as preguiças modernas.
Em geral, as garras claramente curvas provavelmente também poderiam ser bem usadas para cavar e, devido à sua forma simétrica, eram resistentes às forças de tração e compressão da escavação, mas a estrutura de todo o antebraço em grande parte contraria um estilo de vida de escavar o solo. Há debate sobre sua locomoção bípede: é possível que ele conseguisse se levantar sobre as patas traseiras para alcançar folhas altas. Rastros encontrados na Argentina sugerem que ele pode ter andado ereto em certos momentos, mas isso ainda é questionado por cientistas.
Quanto à alimentação, o megatério era herbívoro. Seus dentes altos e sem esmalte eram adaptados para cortar folhas e capim, não para triturar. Ele provavelmente usava um lábio superior móvel, semelhante ao de um rinoceronte, para agarrar a vegetação. Fezes fossilizadas e análises dentárias indicam uma dieta baseada em plantas, com pouca ou nenhuma evidência concreta de consumo de carne.
Sobre a pele e pelos, embora muitos o retratem com pelagem espessa, é mais provável que tivesse pouco pelo, como elefantes ou rinocerontes, para evitar o superaquecimento. No entanto, um estudo de 2025 sugere que ele poderia ter pelos curtos, de cerca de 3 cm, para manter o calor corporal em ambientes frios, já que sua temperatura média era baixa, em torno de 31 °C. Para sobreviver, precisava consumir entre 140 e 200 kg de vegetação por dia.
Fósseis revelam que ele sofria com frequência de doenças ósseas, como artrose, principalmente na coluna, pélvis e cauda.[carece de fontes?] Ainda não se sabe ao certo se possuía placas ósseas sob a pele, como outros membros da mesma família.